# Noc nevěsty
Noc nevěsty è un film del 1967 diretto da Karel Kachyňa.